# Trzcinniczek (zwyczajny)
Trzcinniczek (zwyczajny), trzcionka (Acrocephalus scirpaceus) – gatunek niewielkiego ptaka wędrownego z rodziny trzciniaków (Acrocephalidae), wcześniej zaliczany do pokrzewkowatych (Sylviidae).

## Występowanie
Zamieszkuje Europę od Pirenejów po Don (poza północną częścią Wysp Brytyjskich i Półwyspu Skandynawskiego) oraz Bliski Wschód, Azję Środkową, Afrykę Północną i Subsaharyjską. Populacje europejska i azjatycka wędrowne, zimują w Afryce Subsaharyjskiej. Przelatuje w kwietniu-maju i sierpniu-wrześniu.
W Polsce średnio liczny ptak lęgowy niżu (lokalnie może być liczny).

## Systematyka
Wyróżniono kilka podgatunków A. scirpaceus:
- A. s. scirpaceus (Hermann, 1804) – trzcinniczek (zwyczajny) – Europa do zachodniej Rosji, Ukrainy i zachodniej Turcji, północno-zachodnia Afryka.
- A. s. fuscus (Hemprich & Ehrenberg, 1833) – trzcinniczek ciemny – północny Egipt i środkowa Turcja przez Bliski Wschód do południowo-wschodniej europejskiej części Rosji, północnego Iranu, Kazachstanu i północno-zachodnich Chin.
- A. s. avicenniae Ash, D.J. Pearson, Nikolaus & Colston, 1989 – trzcinniczek mangrowy – wybrzeża Morza Czerwonego.
- A. s. ammon Hering, Winkler & Steinheimer, 2016 – oazy na pograniczu Libii i Egiptu.

Kolejne podgatunki są przez część autorów (w tym przez IOC) wydzielane do osobnego gatunku o nazwie Acrocephalus baeticatus (trzcinniczek tęposkrzydły):
- A. s. ambiguus (A.E. Brehm, 1857) – Półwysep Iberyjski i północno-zachodnia Afryka.
- A. s. minor Lynes, 1923 – region Sahelu od Senegalu do zachodnio-środkowego Sudanu (Darfur).
- A. s. cinnamomeus Reichenow, 1908 – zachodnia Etiopia i południowa Somalia na południe przez Sudan Południowy, Ugandę, Kenię, Zambię i Mozambik; plamowe rozmieszczenie w zachodniej Afryce od południowego Kamerunu prawdopodobnie po Niger i Mali.
- A. s. suahelicus Grote, 1926 – wschodnia Tanzania do wschodniego Mozambiku i wschodniej RPA.
- A. s. hallae C.M.N. White, 1960 – południowo-zachodnia Angola do południowo-zachodniej Zambii i na południe do zachodniej RPA.
- A. s. baeticatus (Vieillot, 1817) – trzcinniczek tęposkrzydły – północna Botswana i Zimbabwe do południowej RPA.

## Morfologia
WyglądPodobny do trzciniaka zwyczajnego, ale znacznie mniejszy. Ubarwieniem podobny do łozówki, trudny do odróżnienia. Obie płci ubarwione jednakowo. Wierzch ciała jednolicie oliwkowobrązowy, na kuprze i pokrywach nadogonowych bardziej pomarańczowy. Spód ciała biały, na bokach i pod ogonem beżowy. Nad oczami kremowe brwi.
Wymiary średniedługość ciała ok. 13 cm
rozpiętość skrzydeł 19 cm
masa ciała ok. 13 g

## Ekologia i zachowanie

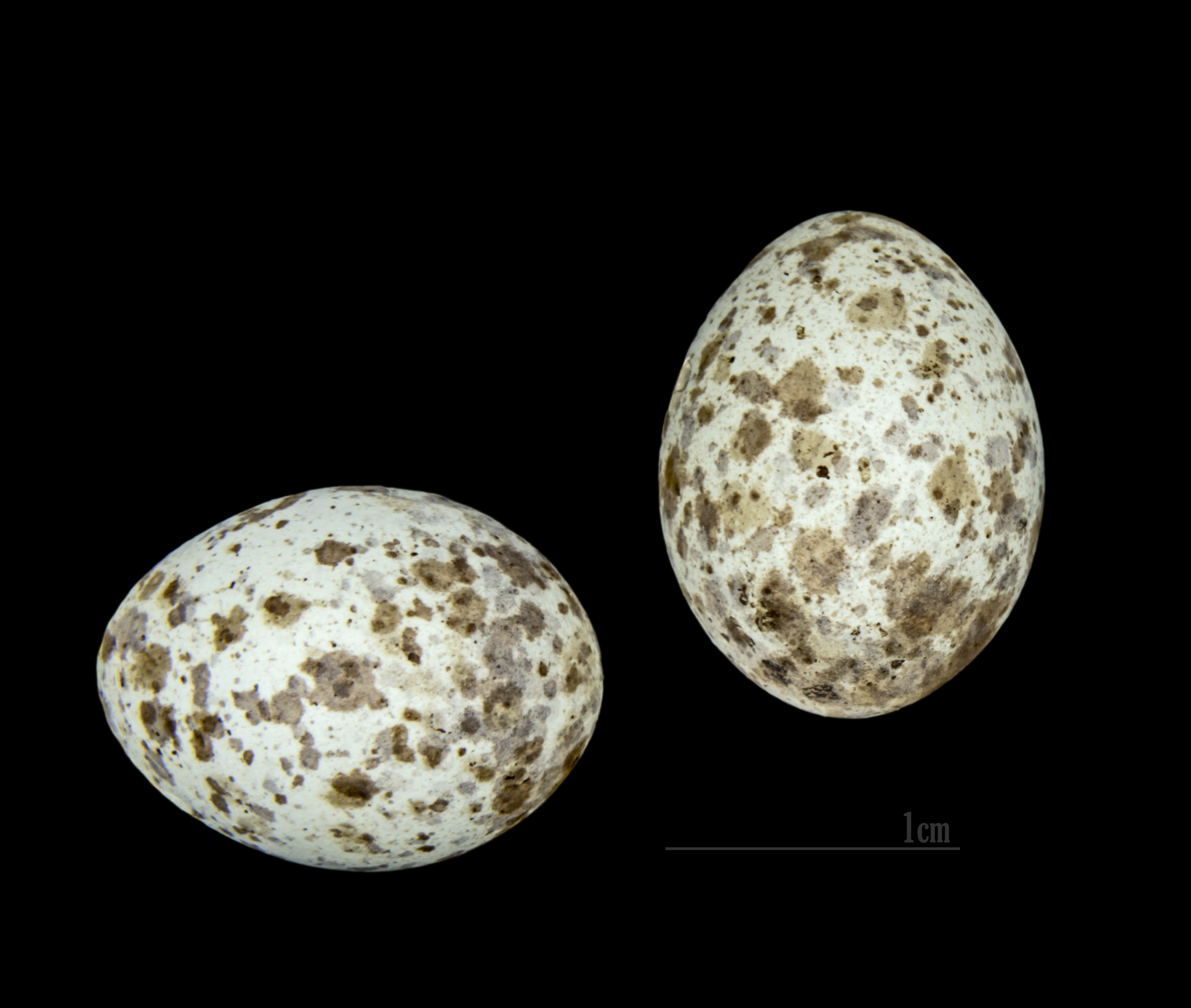
Jaja z kolekcji muzealnej

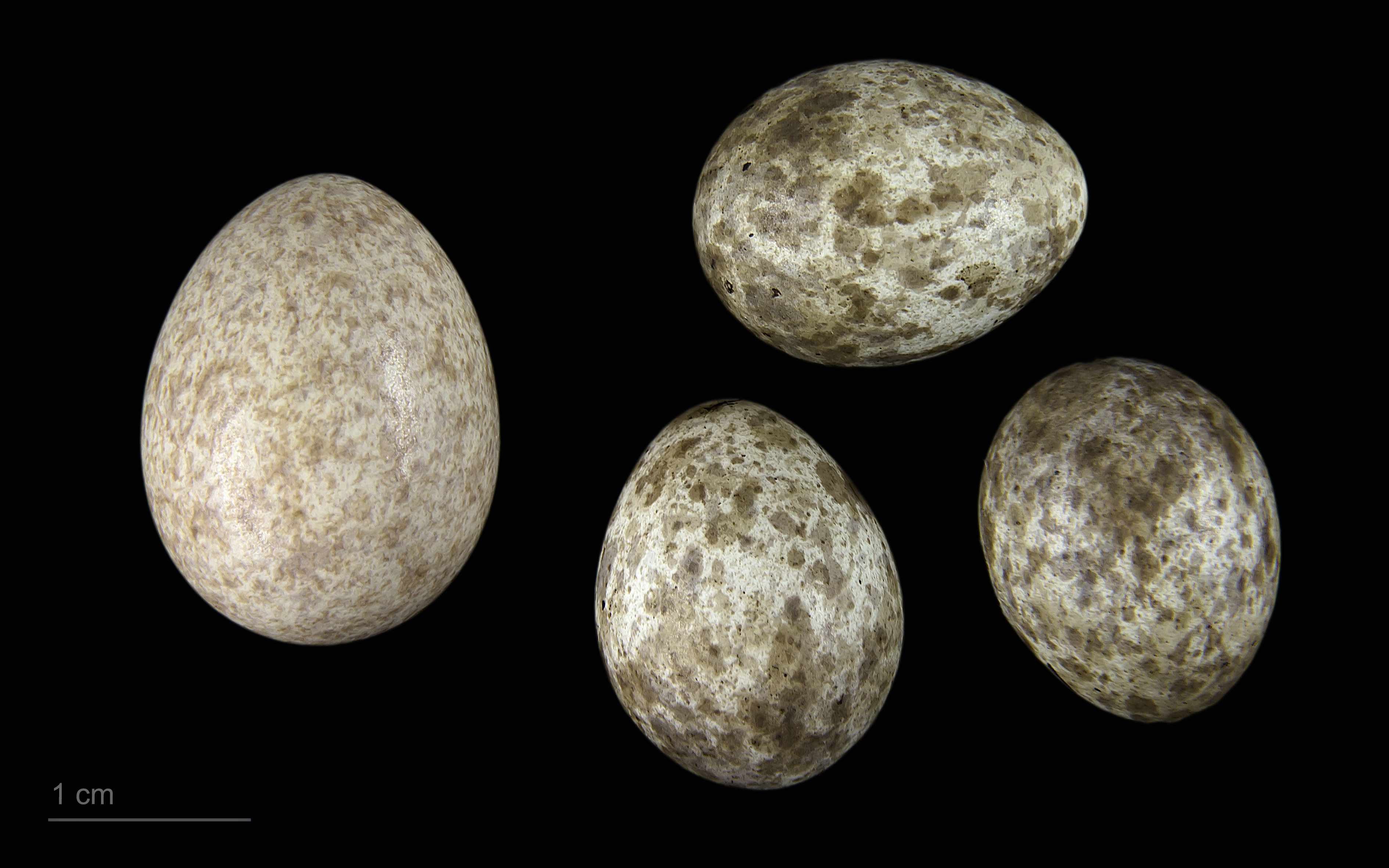
Jajo kukułki i jaja trzcinniczka

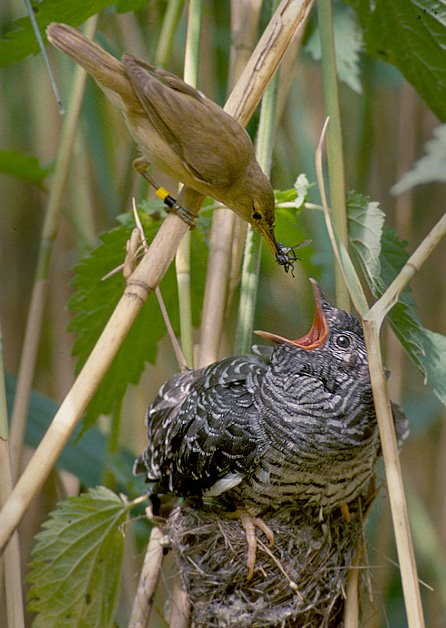
Trzcinniczek karmiący pisklę kukułki

BiotopJeziora, stawy, ale też mniejsze, zarośnięte zbiorniki wodne, przydrożne rowy i bagna z przewagą trzcin przemieszanych z pałką wodną.
GniazdoZawsze nad powierzchnią wody, a nie ziemi, bardzo podobne do gniazda trzciniaka, lecz stosunkowo mniejsze.
JajaLęgi ok. połowy do końca maja, a czasami i w lipcu. Jaja w ilości 3–6, o średnich wymiarach 18×13 mm, o białym tle z obfitymi oliwkowozielonymi plamkami. Obserwuje się wydłużenie okresu lęgowego (wcześniejsze jego rozpoczęcie, prawdopodobnie ze względu na ocieplenie klimatu), co pozwala trzcinniczkom gniazdować nawet pięciokrotnie w jednym sezonie, co prowadzi do większego sukcesu rozrodczego.
Wysiadywanie, pisklętaOd złożenia ostatniego jaja trwa przez 11–12 dni. Często wysiadują jajo kukułki. Młode opuszczają gniazdo po 11–13 dniach.
PożywienieDrobne owady.

## Status i ochrona
IUCN uznaje trzcinniczka za gatunek najmniejszej troski (LC, Least Concern) nieprzerwanie od 1994 roku. Liczebność światowej populacji, obliczona w oparciu o szacunki organizacji BirdLife International dla Europy na rok 2015, zawiera się w przedziale 12–23 milionów dorosłych osobników. Trend liczebności populacji uznawany jest za stabilny, choć lokalnie gatunek ten odnotowuje spadki za względu na niszczenie jego siedlisk, a także zjawisko obumierania trzciny częściowo spowodowane eutrofizacją.
Na terenie Polski gatunek ten jest objęty ścisłą ochroną gatunkową. Na Czerwonej liście ptaków Polski został sklasyfikowany jako gatunek najmniejszej troski (LC). Według szacunków Monitoringu Pospolitych Ptaków Lęgowych, w latach 2013–2018 populacja trzcinniczka na terenie kraju liczyła 104–169 tysięcy par lęgowych.